# 532 (tal)
532 är det naturliga heltal som följer 531 och följs av 533.

## Matematiska egenskaper
- 532 är ett jämnt tal.
- 532 är ett sammansatt tal.
- 532 är ett ymnigt tal.
- 532 är ett praktiskt tal.
- 532 är ett pentagontal.

## Inom vetenskapen
- 532 Herculina, en asteroid.